# Notomulciber notatus
Notomulciber notatus là một loài bọ cánh cứng trong họ Cerambycidae.